# جنگ ودونو
جنگ سال ۲۰۰۱ ودونو یک نبرد ما بین نیروهای نظامی دولت فدرال روسیه و جدایی طلبان چچنی به جهت در دست گرفتن کنترل منطقه کوهستانی Vedensky در شمال شرقی چچن بود.
جزئیات این جنگ به علت کم بودن منابع مستقل نامعلوم باقی مانده‌است.

## جنگ
جنگ در سیزدهم اوت سال ۲۰۰۱ میلادی و پس از به اشغال درآمدن روستای Benoi-Yurt و و حمله به مرکز نظامی منطقه‌ای و ایستگاه‌های ایست بازرسی در جاده راهبردی در جاده جنوبی شهر ودونو آغاز شد؛ و بنا به گزارش‌ها مدیران طرفداران دولت روسیه کشته شدند.
در چهاردهم اوت نبرد شدیدی گه به شدیدترین حمله مبارزان چچنی در هفده ماه قبل از تعبیر شده بود در جنوب چچن رخ داد و تا نزدیکی شهر ودونو ادامه یافت.
منابع خبری روسی گزارش‌های منابع مستقل در این رابطه را تکذیب کردند؛ و اوضاع منطقه را تحت کنترل خود اعلام کردند و از فرستاده شدن نیروهای کمکی به منطقه خبر دادند.
هم چنین سخنگوی ریاست جمهوری روسیه سرگی Yastrzhembsky اضافه نمود که بنا بر آخرین اطلاعات این رخ داد: «یک تقلید از فعالیت‌های باندهای گانگستری است».

در روز پانزدهم اوت ارتش روسیه تعدادی موشک اسکاد به منطقه ودونو شلیک کرد. همچنین شورشیان یک بالگرد نظامی ارتش با سرنگون کرده و هر دو خلبان آن را کشتند.
به گفته وزیر اطلاع‌رسانی، چچن Movladi Udugov در روز هفدهم اوت مبارزان چچنی سومین بالگرد را در طی پنج روز در ناحیه جنوبی چچن سرنگون کردند.
این اطلاعات توسط مقامات روسی که اعلام کرده بودن که تنها دو بالگرد سرنگون شده بوده‌است تکذیب شد.
در تاریخ ۲۲ اوت، روسیه اعلام کرد که ارتش روسیه شورشی تحت تعقیب شمیل Basayev را مجروح کرده و بیس از سی و پنج تن دیگر را کشته‌است. در حالی ک یک وب سایت نزدیک به جدای طلابان اصرار بر کشته شده چهل نظامی روسی در طی یک نبرد شدید داشت که شامل چهارده کشته در دو کمین جداگانه بودند؛ و بنا بر گزارش‌ها نهایتاً در روزهای ۲۵ و ۲۶ ام هفته آخر ماه اوت شورشیان کنترل شهر ودونو را به دست گرفتند.
در همان زمان، رسانه‌های روسی به نقل از منابع نظامی، گزارش دادند که که تعدادی حمله ناگهانی در ناحیه جنوبی چچن به نیروهای فدرال رخ داده‌است. در صورتی که این مناطق قبلاً آرام گزارش شده بودند.